# Дзуккарелли, Франческо
Джакомо Франческо Дзуккарелли (итал. Giacomo Francesco Zuccarelli; 15 августа 1702, Питильяно, Тоскана — 30 декабря 1788, Флоренция) — итальянский живописец, пейзажист пасторального жанра, вышедший из венецианской школы.

## Биография
Джакомо Франческо Дзуккарелли был третьим младшим из четырёх сыновей в преуспевающей семье Бартоломео, владельца многих виноградников а Питильяно, на юге Тосканы. Примерно в возрасте одиннадцати или двенадцати лет Дзуккарелли начал своё обучение у Паоло Аннези во Флоренции, затем у Джованни-Мария Моранди и Пьетро Нелли в Риме, намеревался посвятить себя «историческому романистскому пейзажу» в духе Клода Лоррена.
На следующем этапе своей жизни, уже в Венеции, Дзуккарелли стал склоняться к пасторальной живописи в духе Джузеппе Дзаиса. Хотя Дзуккарелли и родился в Тоскане, его творчество принадлежит к венецианской школе, поскольку он всю жизнь работал в Венеции. В свои произведения Дзуккарелли вставлял маленькое изображение тыквы в качестве своеобразной изобразительной криптограммы; его фамилия дословно переводится с итальянского как «тыквенный» в значении: «голова тыквенной формы» (итал. zucca —тыква, башка, «репа, пустая, лысая голова»; итал. zuccarelli: «тележка, полная тыкв).
Почти сразу же добившись успеха в Венеции, он с самого начала пользовался покровительством, среди прочих, маршала Шуленбурга; британского консула в Венеции Джозефа „Консула Смита“, его постоянного покровителя; и Франческо Альгаротти; который рекомендовал художника курфюрсту Саксонии Августу III.
В 1735 году Дзуккарелли женился на Джустине Агате Симонетти в церкви Санта-Мария-дель-Джильо в Венеции, и у них родилось четыре дочери, первые две умерли в младенчестве, а затем двое сыновей. B 1743 году oн присутствовал на крещении дочери художника Гаспарo Дициани и часто работал с другими живописцами, в том числе с Бернардо Беллотто и Антонио Визентини. Под эгидой консула Смита в середине 1740-х годов он вместе с Визентини создал серию картин с изображениями палладианской архитектуры.
Консул Смит предоставил художнику возможность отправиться в Англию. В первой половине XVIII века Франческо Дзуккарелли совершил поездку в Лондон, где его картины пользовались большим успехом. По возвращении в Венецию, он продолжал писать пейзажи, отправляя многие из них своим аристократическим заказчикам в Вену и Дрезден.
При второй поездке в Англию Дзукарелли задержался там более чем на двадцать лет, работал с 1752 по 1773 годы, став в 1768 году вместе с Джошуа Рейнолдсом одним из основателей Королевской Академии художеств. Также Дзукарелли писал декорации для Лондонского оперного театра и виды Темзы.
По возвращении в Италию был избран президентом Венецианской академии изящных искусств. В дополнение к сельским пейзажам, которые часто включали религиозные и классические сюжеты, Дзуккарелли создавал алтарные картины, а иногда и портреты. Помимо картин, его разнообразная деятельность включала создание рисунков и картонов для шпалер, а также наборы игральных карт. Раздражённый несвойственной ему административной работой, Дзукарелли бросил Венецианскую академию и сбежал во Флоренцию. Кроме живописи, он занимался гравированием; из многочисленных произведений в области репродукционной гравюры лучшими считаются „Мадонна“ по картине Андреа дель Сарто и „Кавалерийская битва“ по оригиналу Симонини.

## Творчество
Его ранние картины 1730-х годов демонстрируют влияние Алессандро Маньяско и традиционных венецианских каприччио, а в течение более длительного периода — Марко Риччи. Дзуккарелли привнёс в мягкую и воздушную палитру типично венецианские краски, используя более тонкие, чем у Риччи тональные отношения.
По сравнению с пейзажами Марко Риччи, оказавшими на него влияние, пейзажи Дзуккарелли более идеалистичны, им присуще светлое и оптимистическое видение природы, истолкованной в грациозной идиллической манере, что выражается, в частности, в приветливости его пасторальных сюжетов. В поздних работах, возможно, под влиянием Каналетто, художник придаёт своим композициям „космические измерения“. Не случайно картины Дзуккарелли были так популярны в Англии, где просвещённые меценаты и коллекционеры особенно ценили регулярные парки пасторальную живопись, где „небо вечно голубое, а деревья вечно зелёные“.
Прекрасные собрания его картин хранятся в венецианской галерее Академии, в Академии Каррара в Бергамо, в собрании Борромео в Изола Белла, а также два фантастических пейзажа, исполненных в соавторстве с Антонио Визентини, в Виндзорском замке в Англии. Кроме того, работы художника широко представлены в английских музеях (Глазго, Лондон, Оксфорд, Кембридж) и частных собраниях».
В России одна из его работ хранится в собрании Музея частных коллекций Международного Института Антиквариата, входящего в ASG Инвестиционную группу компаний. Государственный Эрмитаж в Санкт-Петербурге владеет двумя пейзажами этого мастера.
В Путевом дворце города Твери (Областная картинная галерея) имеется картина «Праздник Весны», которая повторяет мотивы «Похищения Европы» из галереи Академии (Венеция) //The Rape of Europa. Mid-1740s. Gallerie dell’Accademia, Venice.

## Галерея

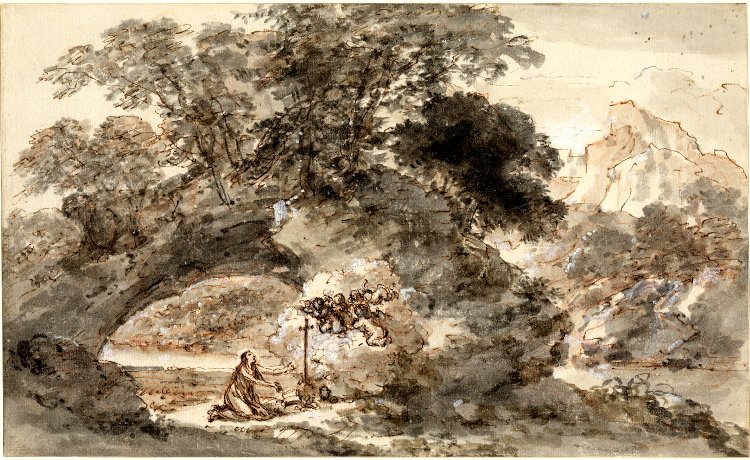
Пейзаж с кающейся Марией Магдалиной. Бумага, перо, тушь, сангина, белила. Британский музей, Лондон
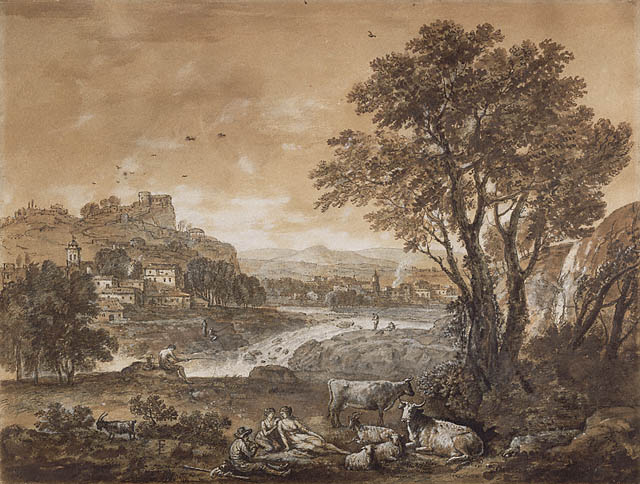
Пейзаж с пастухами, отдыхающими под деревом. Ок. 1750. Бумага, перо, тушь, кисть, акварель, итальянский карандаш, белила. Музей Гетти, Лос-Анджелес
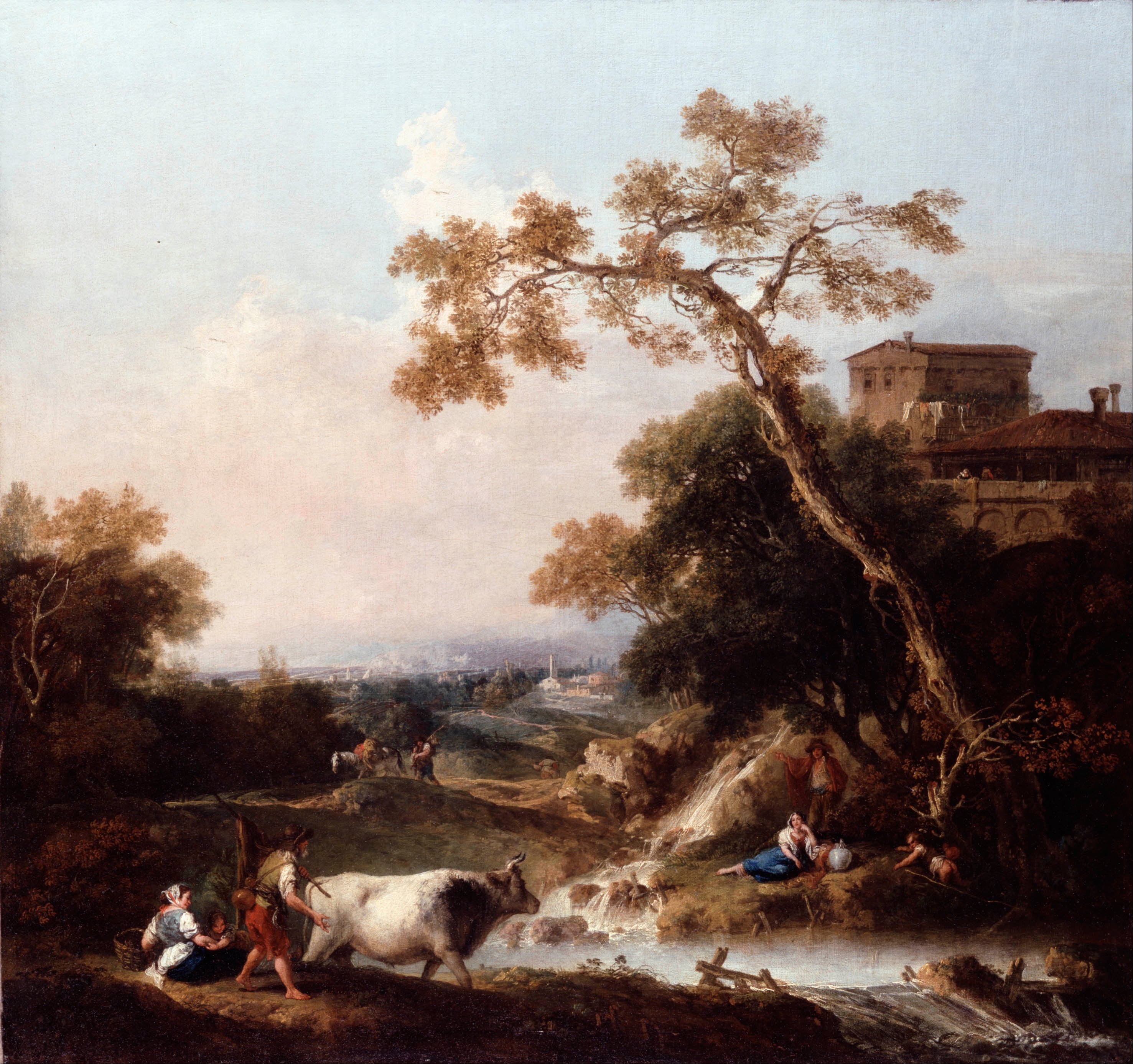
Пасторальный пейзаж. Холст, масло. Далиджская картинная галерея, Лондон
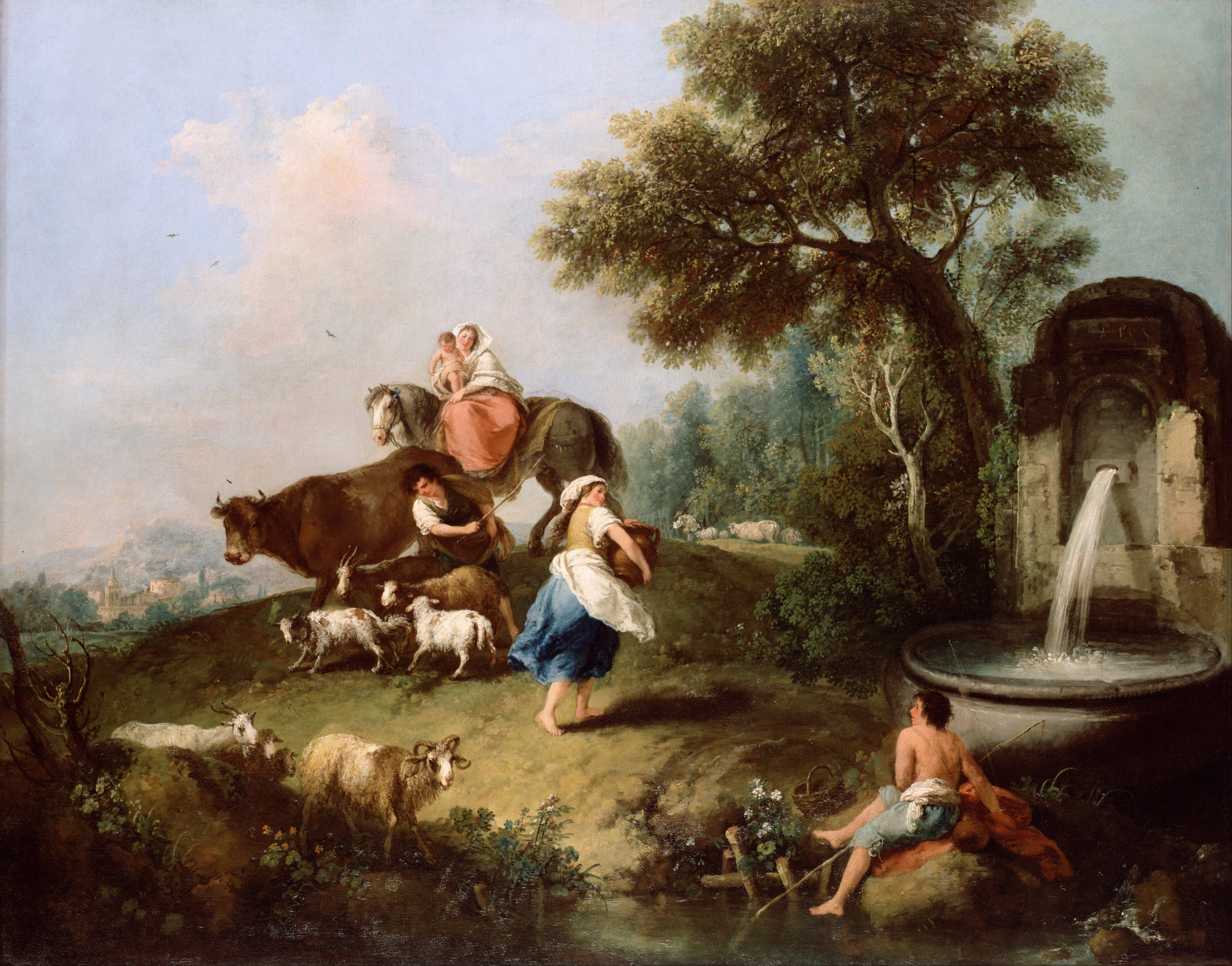
Пейзаж с фонтаном, фигурами и животными. До 1788. Холст, масло. Далиджская картинная галерея, Лондон
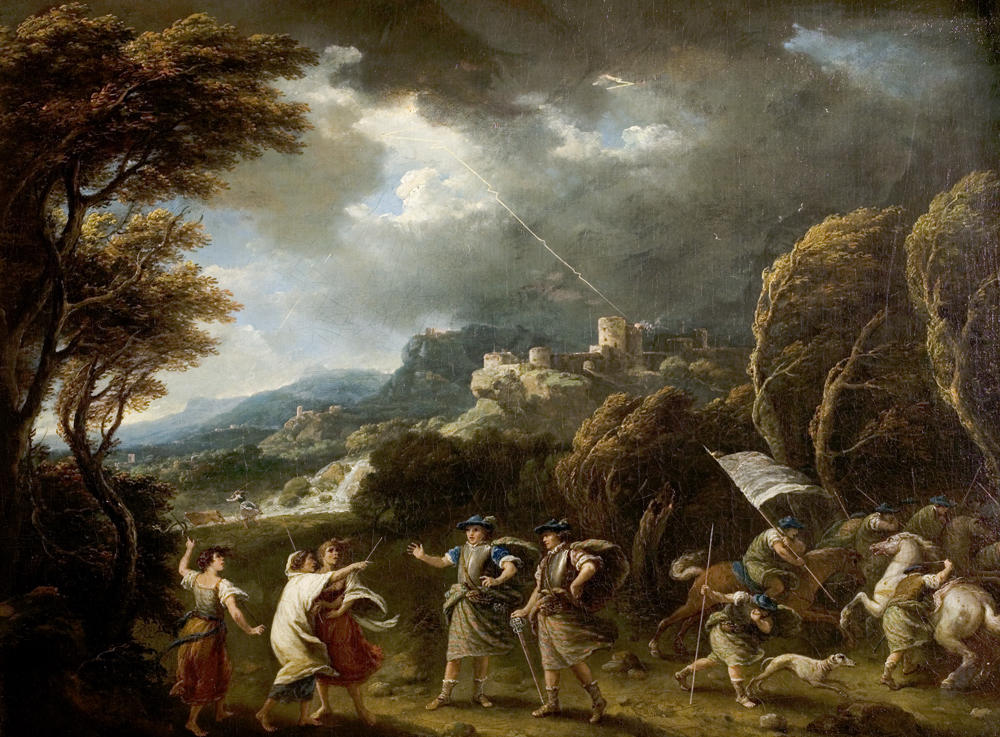
Макбет и ведьмы. 1760-е. Холст, масло. Частное собрание
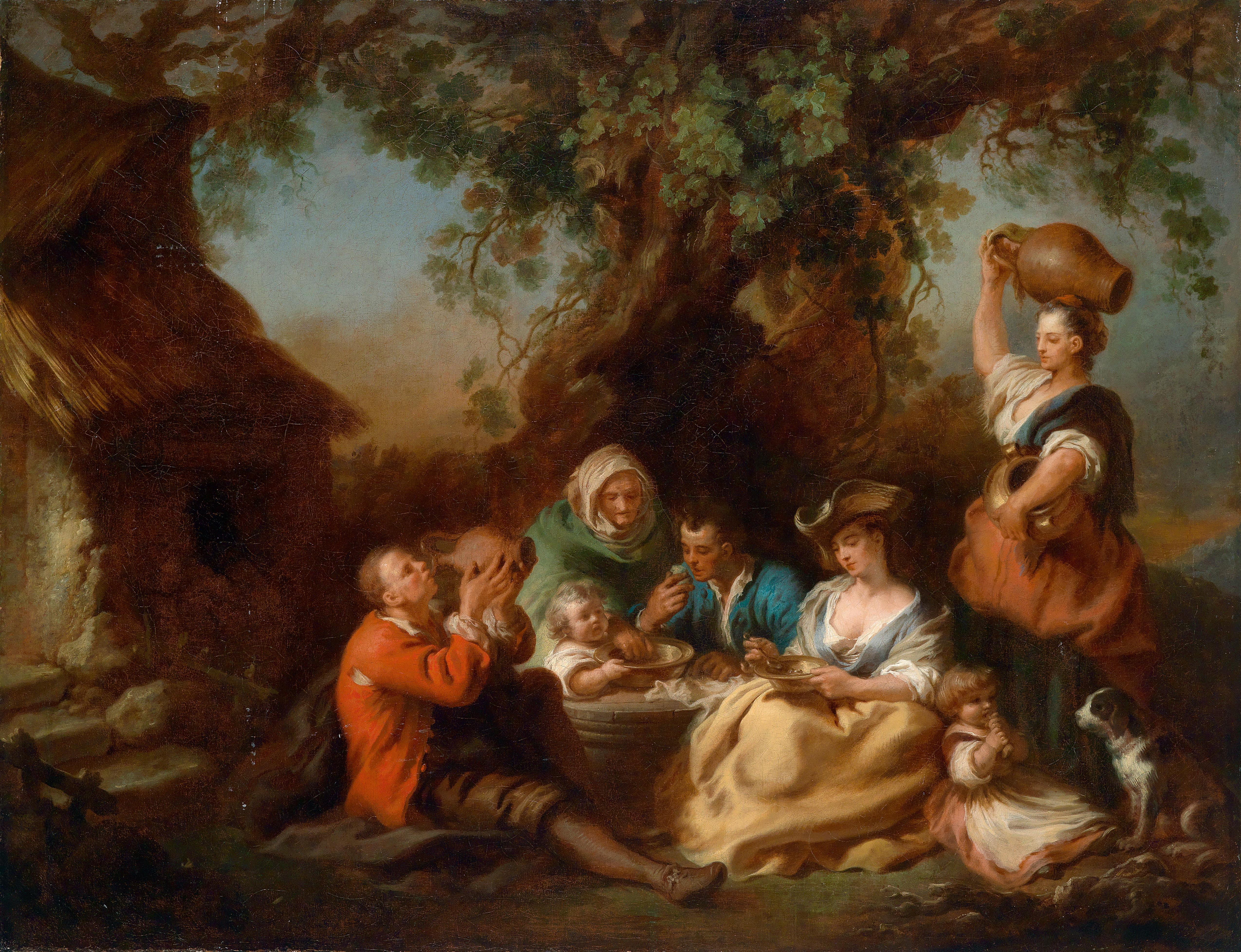
Завтрак в Кампанье. Холст, масло. Частное собрание
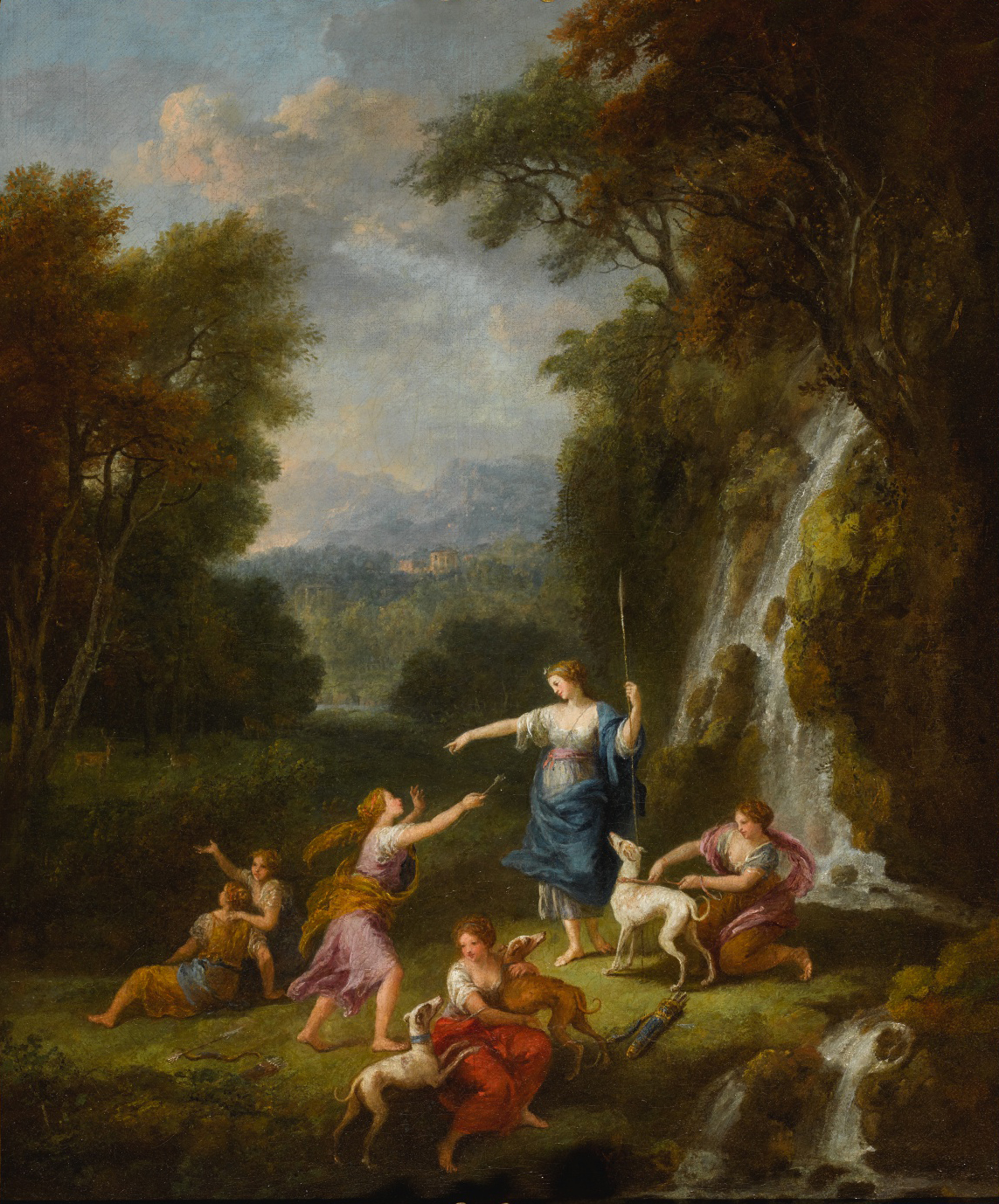
Диана и Каллисто с нимфами, отдыхающими после охоты. Холст, масло. Частное собрание
Вакханалия. Между 1740 и 1750. Холст, масло. Галерея Академии, Венеция
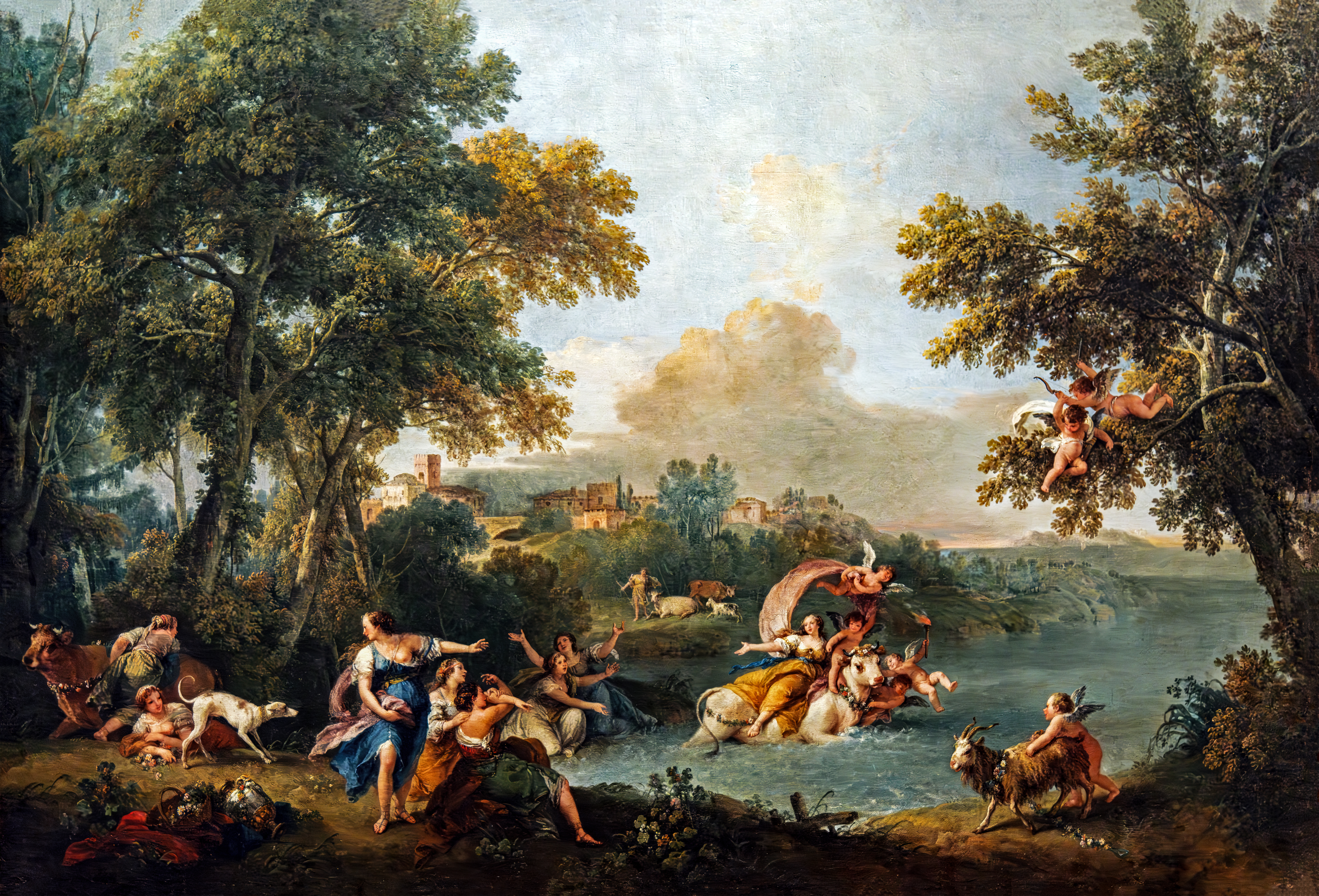
Похищение Европы. Между 1740 и 1750. Холст, масло. Галерея Академии, Венеция